# Claus-Erich Boetzkes
Claus-Erich Boetzkes (* 29. März 1956 in Memmingen) ist ein deutscher Fernsehmoderator und Journalist.

## Leben
Claus-Erich Boetzkes studierte an der Ludwig-Maximilians-Universität München Kommunikationswissenschaft, Politikwissenschaft, Soziologie und Volkswirtschaftslehre. 2007 promovierte er an der TU Ilmenau mit dem Thema Organisation als Nachrichtenfaktor. An dieser Universität ist er heute auch als Dozent tätig. Aufgrund seiner Lehrtätigkeit und seiner wissenschaftlichen Leistung wurde er 2011 zum Honorarprofessor bestellt. Dort forscht er unter anderem mit Hilfe der Blickverfolgungstechnik Eye-Tracking über die Behaltens- und Verstehensleistung bei Zuschauern von TV-Nachrichten. 2019 veröffentlichte er dazu eine Studie zur Wirkung von Hintergrundbildern bei der Tagesschau, die von den Inhalten zum Teil erheblich ablenken. Außerdem lehrt Boetzkes an der Fakultät für Wirtschaftswissenschaften und Medien der TU Ilmenau ein englischsprachiges Wahlpflichtmodul über Fake News.
Seine beruflich-praktische Ausbildung absolvierte Boetzkes an der Deutschen Journalistenschule in München. Noch während seines Studiums war er freier Mitarbeiter der Münchener Abendzeitung. Von 1980 an arbeitete er als Autor und Moderator für die Wissenschaftsredaktion des Bayerischen Rundfunks. Für eine Hörfunk-Reportage über eine Nierentransplantation bekam er den Kurt-Magnus-Preis. Später moderierte er unter anderem die politische Talkshow Espresso im MDR und das ARD-Mittagsmagazin.
1983 stellte ihn der BR-Hörfunk als Redakteur im Wirtschaftsressort an. Zwei Jahre später wurde er Musikchef und 1989 Hauptabteilungsleiter Unterhaltung. Zusammen mit der Schlagersängerin Nicole kommentierte er den Eurovision Song Contest 1988 in Dublin. In seine Amtszeit fielen gravierende Umwälzungen beim Radio, da private Programmanbieter auf den Markt kamen. Boetzkes führte als Reaktion darauf das heute übliche Formatradio und die computergestützte Musikauswahl ein. Von 1990 bis 1992 war er alleinverantwortlicher Programmchef bei Bayern 3, nachdem er zuvor Programmchef für das Wochenende und Thomas Gottschalk Programmchef unter der Woche gewesen war.
Nach seinem Wechsel zum Fernsehen ging Boetzkes für den Bayerischen Rundfunk zu ARD-aktuell nach Hamburg. Dort präsentierte er von 1995 bis 1997 das neu eingeführte Nachtmagazin in der ARD. Von 1997 bis Ende 2021 präsentierte er die neu entstandenen moderierten Tagesschau-Ausgaben am Nachmittag, ab 2001 im wöchentlichen Wechsel mit seiner Kollegin Susanne Holst. Am 11. September 2001 moderierte er die ersten Tagesschau-Sendungen, einschließlich der 20-Uhr-Ausgabe, nach den Terroranschlägen von New York. Ebenso moderierte er am 7. Oktober 2001 die 20-Uhr-Ausgabe der Tagesschau, dem ersten Tag der Operation Enduring Freedom. Am 30. Dezember 2021 verabschiedete Boetzkes sich in der 17-Uhr-Ausgabe der Tagesschau offiziell in den Ruhestand. Seine Nachfolge teilen sich Susanne Stichler und Michail Paweletz.
Er moderierte auch Ausgaben der Verbrauchersendung Ohne Gewähr zusammen mit Anka Zink und Philipp Sonntag, davor auch einige Zeit das Bayern Quiz Bayern gewinnt.
Boetzkes war zwei Mal verheiratet und hat drei Kinder. Er wohnt in Hamburg. Seine zweite Frau verstarb am 31. Mai 2024.